# كيفن هاوس
كيفن هاوس (بالإنجليزية: Kevin House) هو لاعب كرة قدم أمريكية أمريكي، ولد في 20 ديسمبر 1957 في سانت لويس في الولايات المتحدة.

## وصلات خارجية
- كيفن هاوس على موقع مرجع كرة القدم المحترفة.كوم (الإنجليزية)